# Rebutia ritteri
Rebutia ritteri är en kaktusväxtart som först beskrevs av Wessner, och fick sitt nu gällande namn av Albert Frederik Hendrik Buining och Donald. Rebutia ritteri ingår i släktet Rebutia och familjen kaktusväxter. Inga underarter finns listade i Catalogue of Life.

## Bildgalleri

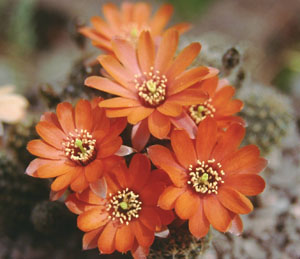